# Stauridiosarsia cliffordi
Stauridiosarsia cliffordi is een hydroïdpoliep uit de familie Corynidae. De poliep komt uit het geslacht Stauridiosarsia. Stauridiosarsia cliffordi werd in 1989 voor het eerst wetenschappelijk beschreven door Brinckmann-Voss. 